# Castellar Guidobono
Castellar Guidobono és un municipi situat al territori de la província d'Alessandria, a la regió del Piemont (Itàlia).
Limita amb els municipis de Casalnoceto, Viguzzolo i Volpeglino.